# Gustav Hermann Zeller
Gustav Hermann Zeller (seit 1869 von Zeller; * 22. Januar 1812 in Kleinbottwar; † 21. Januar 1884 in Stuttgart) war ein württembergischer Beamter und Naturforscher.

## Leben
Gustav Hermann Zeller war der Sohn des Rentamtmanns Johann Heinrich Zeller (1772–1837) in Kleinbottwar. Sein Bruder war der Theologe und Philosoph Eduard Zeller. Nach dem Besuch der Lateinschule in Backnang studierte er Kameralwissenschaften in Tübingen. Von 1838 bis 1842 war er Oberamtsaktuar in Nürtingen und von 1842 bis 1846 Assessor des Konsistoriums und des Studienrates. 1846 wechselte er in das Finanzressort und bekleidete dort verschiedene Ratsstellen bei der Oberfinanzkammer, dem Steuerkollegium, der Eisenbahnkommission und dem statistischen Bureau. 1873 wurde er zum Direktor der Katasterkommission ernannt und ab 1882 als Präsident derselben tituliert. Zeller war Abgeordneter der Zweiten Kammer der Württembergischen Landestände: von 1848 bis 1849 sowie für die erste verfassungrevidierende Landesversammlung 1849 für Herrenberg und, nachdem August Ludwig Reyscher 1863 das Amt niederlegte, von 1863 bis 1868 für Stuttgart.
Zeller war Naturforscher zum Privatvergnügen. Er half Georg von Martens bei mikroskopischen Untersuchungen, als bei diesem im Alter die Sehkraft nachließ. Diesen Umstand zu Ehren benannte Georg von Martens Sohn, Eduard von Martens, 1866 die Algengattung Zellera nach ihm. Für die Zweite Deutsche Nordpolar-Expedition 1869/70 bearbeitete er die Algen.
Seine letzte Ruhestätte fand Zeller auf dem Stuttgarter Fangelsbachfriedhof.

## Familie
Zeller war zweimal verheiratet: in erster Ehe seit dem 11. September 1838 mit Louise Pauline Fischer, einer Tochter des Friedrich Wilhelm von Fischer, Oberamtmanns von Nürtingen und dessen Ehefrau Luise Friederike, geb. Seybold; in zweiter Ehe seit dem 14. Juni 1870 mit Marie Kraz, Tochter des Professor Heinrich Kraz und dessen Ehefrau Louise, geb. Gmelin.

## Ehrungen
- 1869: Ritterkreuz I. Klasse des Ordens der Württembergischen Krone,[5] mit dem der persönliche Adel (Nobilitierung) verbunden war.
- 1873: Wahl in die Leopoldina für die Fachsektion Botanik.
- 1877: Kommenturkreuz II. Klasse des Friedrichs-Ordens.

## Werke (Auswahl)
- Sammlung der württembergischen Regierungs-Gesetze (= Vollständige, historische und kritisch bearbeitete Sammlung der württembergischen Gesetze. Band 12–14). 1. bis 3. Theil (1841–1843). In Commission bei Ludw. Friedr. Fues, Stuttgart.
- Handbuch für die württembergischen Gemeindebehörden. Verlag der Julius Groos’schen Universitäts-Buchhandlung, Heidelberg 1857 (2. Auflage 1876).
- Zur kirchlichen Statistik des evangelischen Deutschlands im Jahr 1862. Von der deutschen evangelischen Kirchenconferenz veranstaltete Ermittlungen. Verlag der J. G. Cotta’schen Buchhandlung, Stuttgart 1865.